# Bisbat de Caserta

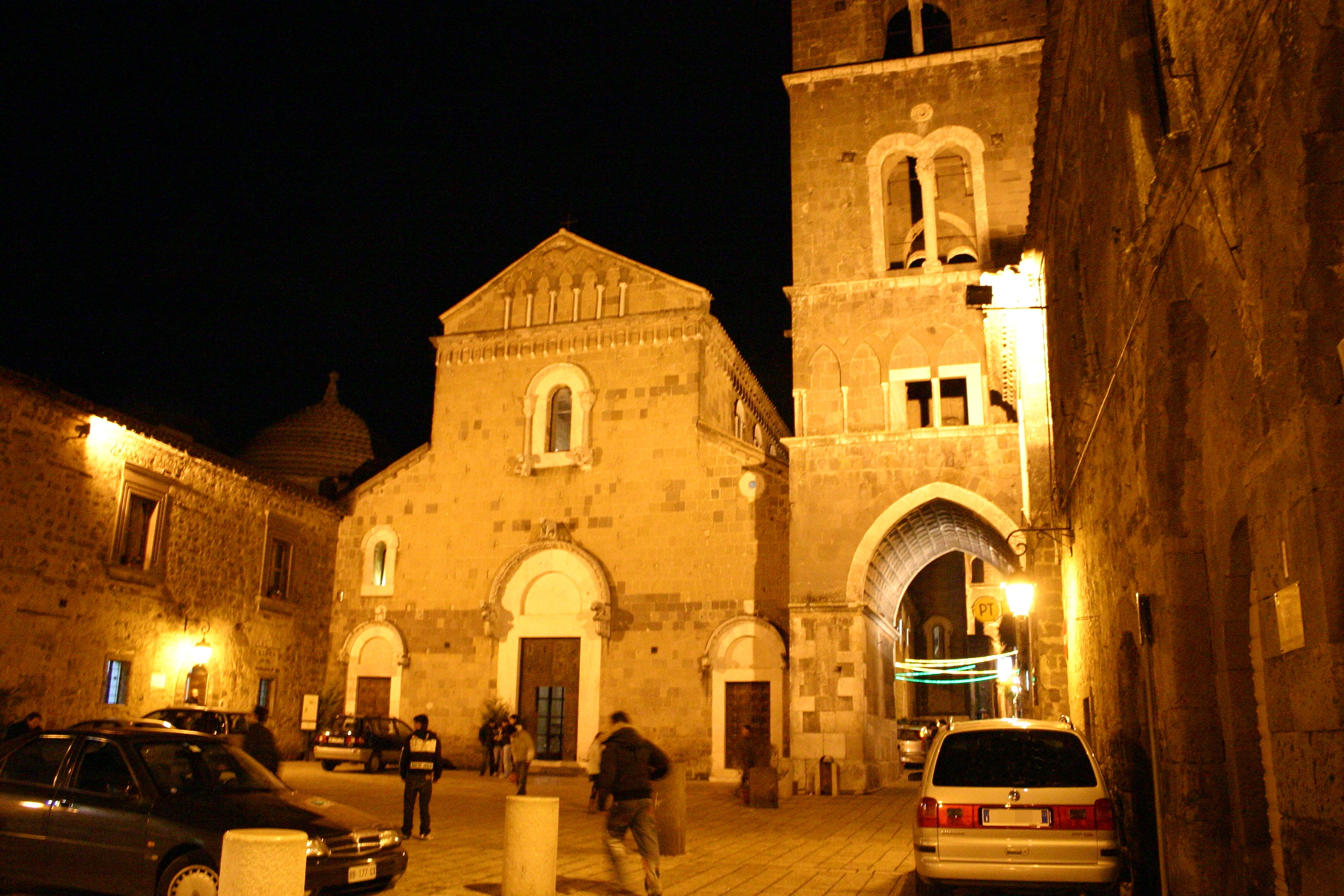
L'església de San Michele a Casertavecchia,
catedral fins al 1842.

El bisbat de Caserta (italià: bisbat de Caserta ; llatí: Dioecesis Casertana) és una seu de l'Església catòlica, sufragània de l'arquebisbat de Nàpols, que pertany a la regió eclesiàstica Campània. El 2006 tenia 190.000 batejats d'un total de 200.000 habitants. Actualment està regida pel bisbe Giovanni D'Alise.

## Territori
La diòcesi comprèn el municipi de Limatola, a la província de Benevent, i el territori d'altres municipis de la província de Caserta: Caserta (a excepció de la fracció d'Ercole, que pertany a l'arquebisbat de Càpua), Capodrise, Maddaloni, Recale, San Nicola la Strada, San Marco Evangelista, part del de Casagiove, Castel Morrone, Marcianise (la resta de territori és de l'arxidiòcesi di Càpua) i de Cervino (per la resta sota el bisbat d'Acerra).
Limita amb els bisbats d'Alife-Caiazzo (al nord), Cerreto Sannita (al nord-est), Acerra a sud-est, Aversa (al sud-oest) i l'arquebisbat de Càpua (a oest).
La seu episcopal és la ciutat de Caserta, on es troba la catedral de Sant Miquel Arcàngel; a Maddaloni es troba la basílica menor del Corpus Domini.
El territori diocesà està dividit en 66 parròquies, agrupades en 5 arxiprestats: Caserta centro, Caserta nord-est, Casertavecchia, Maddaloni e Marcianise.

## Història
Els primers registres de la data diòcesi es remeten al segle xii: en una butlla de l'arquebisbe de Càpua Senne, datada en 1113, va ser confirmada la jurisdicció perpètua de la seva sufragània – el bisbe Rainulfo - i els seus successors més de 133 esglésies de la diòcesi de Caserta, amb la qual limita. En el mateix document es refereix als predecessors de Rainulfo, hi ha proves que suggereixen un origen més antic de la diòcesi.
De fet, a Caserta s'havia traslladat als bisbes de la diòcesi de Calatia per escapar de les depredacions dels sarraïns que havien portat a la destrucció de la ciutat l'any 880. El més probable és que la butlla de Senne canvià només el nom de la diòcesi.
El títol de bisbes de Calatia, però, sovint es recorda en la denominació dels bisbes de Caserta. De fet, en un diploma de 1158 conservat a l'Abadia de Cava el bisbe Giovanni de Caserta va donar a l'Abadia de Cava les esglésies de Santa Maria i Sant Marcià a Cervino i imposà a l'abat l'obligació de reconèixer que havia rebut les dues esglésies "a Casertana seu a Calatina Ecclesia". El seu predecessor, Nicola I, però, també va ser anomenat " Episcopus Kalatus " al memorial de Notar De Zibullis.
A Caserta, la construcció de l'antiga catedral romànica dedicada a Sant Miquel Arcàneg es va iniciar sota l'episcopat de Rainulfo en 1113.
El seminari, entre els més antics d'Itàlia, va ser construït poc després del Concili de Trento, entre 1567 i 1573, a instàncies del bisbe Agapito Bellomo, qui va ser un dels pares conciliars.
A principis del segle xvii, durant l'episcopat de Diodato Gentile, la residència del bisbe es va traslladar a la localitat de Falciano,prop de l'actual nucli de Caserta, al pla, en el que era l'antic Palazzo della Cavallerizza, mentre que el capítol i la catedral van quedar a Caserta. Aquest va ser un opac segle per a la diòcesi, marcat per freqüents malentesos entre els bisbes i el capítol i el declivi econòmic.
Una redempció va arribar en el segle següent, quan Carles de Borbó va començar a construir el seu palau i la ciutat es va recuperar econòmicament. Els nous edificis sagrats van augmentar ràpidament; l'1 de febrer de 1842, obra de Domenico Narni Mancinelli, la seu del bisbe es desplaçà des Casertavecchia a la nova ciutat, en un edifici construït pel fet edificar pels Borbons en el lloc de l'antiga església gòtica de l'Anunciació. En el mateix període, la finca episcopal de Falciano va ser venuda a Ferran II.
Mentrestant, després del concordat de Terracina entre el Papa Pius VII i Ferran I, amb la butlla De utiliori del 27 de juny de 1818, el Papa suprimí la diòcesi de Caiazzo i fusionà el territori al de Caserta: el 1850 el Papa Pius IX va restablir la seu caiatina i la seva comarca se separà de nou de la diòcesi de Caserta.
El desenvolupament urbà de Caserta es va aturar amb la unificació d'Itàlia: de la ciutadella religiosa prevista, que se suposava anava a incloure la catedral, el seminari i el palau del bisbe, només s'havia completat el palau del bisbe. Al segle xx, el projecte va ser abandonat i el sumptuós palau va ser abandonat pel bisbe Bartolomé Mangino i venut pel bisbe Vito Roberti.
El 30 d'abril de 1979, juntament amb l'arxidiòcesi de Càpua, Caserta va convertir en sufragània de l'arxidiòcesi de Nàpols.

## Cronologia episcopal
- Rainulfo † (inicis de 1113 - finals de 1127)
- Niccolò † (citat el 1130)
- Giovanni † (inicis de 1153 - finals de 1064)[4]
- Porfirio † (citat el 1178)
- Stabile † (?)
- Ruggero † (?)
  - Gerolamo † (1217 - finals de 1219) (bisbe electe)[5]
- Andrea † (inicis de 1233 - finals de 1234)
- Andrea † (citat el 1260)
  - Eunichio o Ennichio † (citat el 1267) (administrador apostòlic)
- Filippo, O.F.M. † (citat el 1267)
- Niccolò dal Fiore † (citat el 1279)
- Secondo † (inicis de 1285 - finals de 1286)
- Azzo da Parma † (inicis de 1290 - 1310 mort)
- Antonio, O.F.M. † (citat el 1310)
- Benvenuto † (inicis de 1322 - ? mort)
  - Gerolamo † ? (bisbe electe)
- Niccolò † (14 de juny de 1344 - 23 de març de 1351 nomenat bisbe de Sant'Agata de' Goti)
- Giacomo Martoni † (23 de març de 1351 - 1370 mort)
- Francesco, O.F.M. † (1370 - ?)
- Niccolò Solimene † (16 de juny de 1374 - ? mort)
  - Lisulo † (antibisbe electe)
  - Giovanni † (23 de desembre de 1394 - ?) (antibisbe)
- Ludovico Landi † (citat el 1397 al 1413)
- Lugerio † (1414 - 1415 mort)
- Giovanni Acresta, O.P. † (28 d'abril de 1415 - finals de 1440 mort)
- Stefano de Raho † (citat el 1450)
- Giovanni † (citat el 1456)
- Francesco (Cecco) da Pontecorvo, O.F.M. † (5 de novembre de 1459 - 1476 mort)
- Giovanni de' Lioni Gallucci † (23 de desembre de 1476[6] - 23 d'agost de 1493 nomenat bisbe de l'Aquila)
- Giambattista Petruzzi † (18 d'octubre de 1493 - 1514 mort)
- Giambattista Boncianni † (29 d'octubre de 1514 - 1532 mort)
- Pietro Lamberti † (10 de febrer de 1533 - 1541 mort)
- Girolamo Verallo † (14 de novembre de 1541 - 14 de novembre de 1544 nomenat bisbe de Rossano)
- Girolamo Dandini † (14 de novembre de 1544 - 17 de maig de 1546 nomenat bisbe d'Imola)
- Marzio Cerboni † (17 de maig de 1546 - 1549 mort)
- Bernardino Maffei † (7 de juny de 1549 - 9 de novembre de 1549 nomenat arquebisbe de Chieti)
  - Federico Cesi † (9 de novembre de 1549 - 12 de febrer de 1552 renuncià) (administrador apostòlict)
- Antonio Bernardi † (12 de febrer de 1552 - 1554 renuncià)
- Agapito Bellomo † (5 de desembre de 1554 - 1594 mort)
- Benedetto Mandina, C.R. † (31 de gener de 1594 - 2 de juliol de 1604 mort)
- Diodato Gentile, O.P. † (9 de juliol de 1604 - 1610 mort)
- Antonio Diaz † (18 de maig de 1616 - inicis de 31 de març de 1626 renuncià)
- Giuseppe Cornea (o Della Corgna), O.P. † (27 de maig de 1626 - 22 de setembre de 1636 nomenat bisbe de Squillace)
- Fabrizio Soardi † (9 de febrer de 1637 - abril de 1638 mort)
- Antonio Ricciulli † (7 de febrer de 1639 - 27 de novembre de 1641 nomenat arquebisbe de Cosenza)
- Brunoro Sciamanna † (10 de març de 1642 - 1646 mort)
- Bartolomeo Cresconi † (6 de maig de 1647 - 16 d'abril de 1660 mort)
- Giambattista Ventriglia † (20 de setembre de 1660 - 23 de desembre de 1662 mort)
- Giuseppe de Auxilio † (2 de juliol de 1663 - 28 de juliol de 1668 mort)
- Bonaventura Cavalli, O.F.M. † (10 de desembre de 1668 - 10 de juny de 1689 mort)
- Ippolito Berarducci, O.S.B. † (8 de maig de 1690 - 25 de setembre de 1695 mort)
- Giuseppe Schinosi † (20 de febrer de 1696 - 17 de setembre de 1734 mort)
- Ettore del Quarto † (17 de novembre de 1734 - 10 de maig de 1747 mort)
- Antonio Falangola † (29 de maig de 1747 - 25 de març de 1761 mort)
- Gennaro Maria Albertini, C.R. † (13 de juliol de 1761 - 26 de maig de 1766 mort)
- Niccolò Filomarino, O.S.B.Coel. † (31 d'agost de 1767 - 4 de setembre de 1781 mort)
- Domenico Pignatelli di Belmonte, C.R. † (25 de febrer de 1782 - 29 de març de 1802 nomenat arquebisbe de Palerm)
  - Sede vacante (1802-1805)
- Vincenzo Rogadei † (26 de juny de 1805 - 15 de març de 1816 mort)
- Francesco Saverio Gualtieri † (6 d'abril de 1818 - 15 de juny de 1831 mort)
- Domenico Narni Mancinelli † (24 de febrer de 1832 - 17 d'abril de 1848 mort)
- Vincenzo Rozzolino † (28 de setembre de 1849 - 10 de novembre de 1855 mort)
- Enrico de' Rossi † (16 de juny de 1856 - 12 de juny de 1893 renuncià)
- Gennaro Cosenza † (12 de juny de 1893 - 4 de març de 1913 nomenat arquebisbe de Càpua)
- Mario Palladino † (4 de juny de 1913 - 17 d'octubre de 1921 mort)
- Natale Gabriele Moriondo, O.P. † (19 de maig de 1922 - 1 de juny de 1943 renuncià i nomenat arquebisbe titular de Sergiopoli)
- Bartolomeo Mangino † (18 de febrer de 1946 - 26 de maig de 1965 mort)
- Vito Roberti † (15 d'agost de 1965 - 6 de juny de 1987 jubilat)
- Francesco Cuccarese (6 de juny de 1987 - 21 d'abril de 1990 nomenat arquebisbe de Pescara-Penne)
- Raffaele Nogaro (20 d'octubre de 1990 - 25 d'abril de 2009 jubilat)
- Pietro Farina † (25 d'abril de 2009 - 24 de setembre de 2013 mort)
- Giovanni D'Alise, des del 21 de març de 2014

## Instituts religiosos presents a la diòcesi

### Instituts religiosos masculins
- Societat Salesiana de Sant Joan Bosco
- Orde de Frares Menors Caputxins
- Congregació del Santíssim Sagrament
- Missioners Oblats de Maria Immaculada
- Carmelites descalços
- Orde de Frares Menors Conventuals
- Legionaris de Crist
- Orde de Frares Menors

### Instituts religiosos femenins
- Filles de Santa Teresa de l'Infant Jesús
- Germanes de Jesús Eucarístic i dels Pobres per l'Apostolat dels que Pateixen
- Germanes de l'Anyell, Adoratrius de la Santíssima Trinitat
- Germanes de la Caritat de Santa Giovanna Antida Thouret
- Germanes de les Divines Vocazions
- Germanes de Sant Carles Lwanga
- Germanes Eucarístiques de Sant Vincenzo Pallotti
- Germanes Franciscanes del Sagrat Cor
- Filles de la Santa Verge Immaculada de Lorda
- Germanes Missioneres Catequistes del Sagrat Cor
- Germanes Ursulines del Sagrat Cor de Maria
- Pobres Filles de la Visitació de Maria Santíssima
- Germanes Reparadores del Sagrat Cor

## Estadístiques
A finals del 2006, la diòcesi tenia 190.000 batejats sobre una població de 200.000 persones, equivalent al 95,0% del total. En el curs de l'any s'ordenaren 3 nous preveres i van haver 2.077 batejos; i havien 13 seminaristes.
| any  | població | població | població | sacerdots | sacerdots       | sacerdots       | sacerdots             | diaques | religiosos | religiosos | parroquies |
| ---- | -------- | -------- | -------- | --------- | --------------- | --------------- | --------------------- | ------- | ---------- | ---------- | ---------- |
| any  | batejats | total    | %        | total     | clergat secular | clergat regular | batejats por sacerdot | diaques | homes      | dones      |            |
| 1950 | 108.643  | 108.700  | 99,9     | 148       | 108             | 40              | 734                   |         | 26         | 162        | 52         |
| 1956 | 101.185  | 101.236  | 99,9     | 130       | 92              | 38              | 778                   |         | 38         | 168        | 53         |
| 1969 | 130.700  | 131.000  | 99,8     | 125       | 82              | 43              | 1.045                 |         | 51         | 156        | 47         |
| 1980 | 144.000  | 146.000  | 98,6     | 119       | 75              | 44              | 1.210                 | 1       | 51         | 160        | 60         |
| 1990 | 193.000  | 196.000  | 98,5     | 99        | 65              | 34              | 1.949                 | 2       | 36         | 132        | 62         |
| 1999 | 206.000  | 208.000  | 99,0     | 96        | 66              | 30              | 2.145                 | 10      | 31         | 173        | 62         |
| 2000 | 206.000  | 208.000  | 99,0     | 98        | 66              | 32              | 2.102                 | 10      | 33         | 163        | 62         |
| 2001 | 217.000  | 220.000  | 98,6     | 102       | 68              | 34              | 2.127                 | 17      | 35         | 151        | 63         |
| 2002 | 219.000  | 222.000  | 98,6     | 98        | 67              | 31              | 2.234                 | 24      | 32         | 151        | 64         |
| 2003 | 215.000  | 220.000  | 97,7     | 99        | 67              | 32              | 2.171                 | 29      | 37         | 163        | 64         |
| 2004 | 215.000  | 220.000  | 97,7     | 100       | 68              | 32              | 2.150                 | 29      | 42         | 163        | 64         |
| 2006 | 190.000  | 200.000  | 95,0     | 112       | 68              | 44              | 1.696                 | 33      | 47         | 163        | 66         |

### Per la cronologia
- Diocesi di Caserta, Cronologia dei vescovi casertani, Società di Storia Patria di Terra di Lavoro, 1984 (italià)
- Tommaso Laudando, Storia dei Vescovi della Diocesi di Caserta, ristampa a cura della Biblioteca del Seminario Vescovile di Caserta, Caserta 1996
- Pius Bonifacius Gams, Series episcoporum Ecclesiae Catholicae, Leipzig 1931, pp. 870–871 (llatí)
- Konrad Eubel, Hierarchia Catholica Medii Aevi, vol. 1 Arxivat 2019-07-09 a Wayback Machine., p. 169; vol. 2 Arxivat 2018-10-04 a Wayback Machine., p. 119; vol. 3 Arxivat 2019-03-21 a Wayback Machine., pp. 155–156; vol. 4 Arxivat 2018-10-04 a Wayback Machine., p. 138; vol. 5, p. 146; vol. 6, p. 152 (llatí)